# 가정식

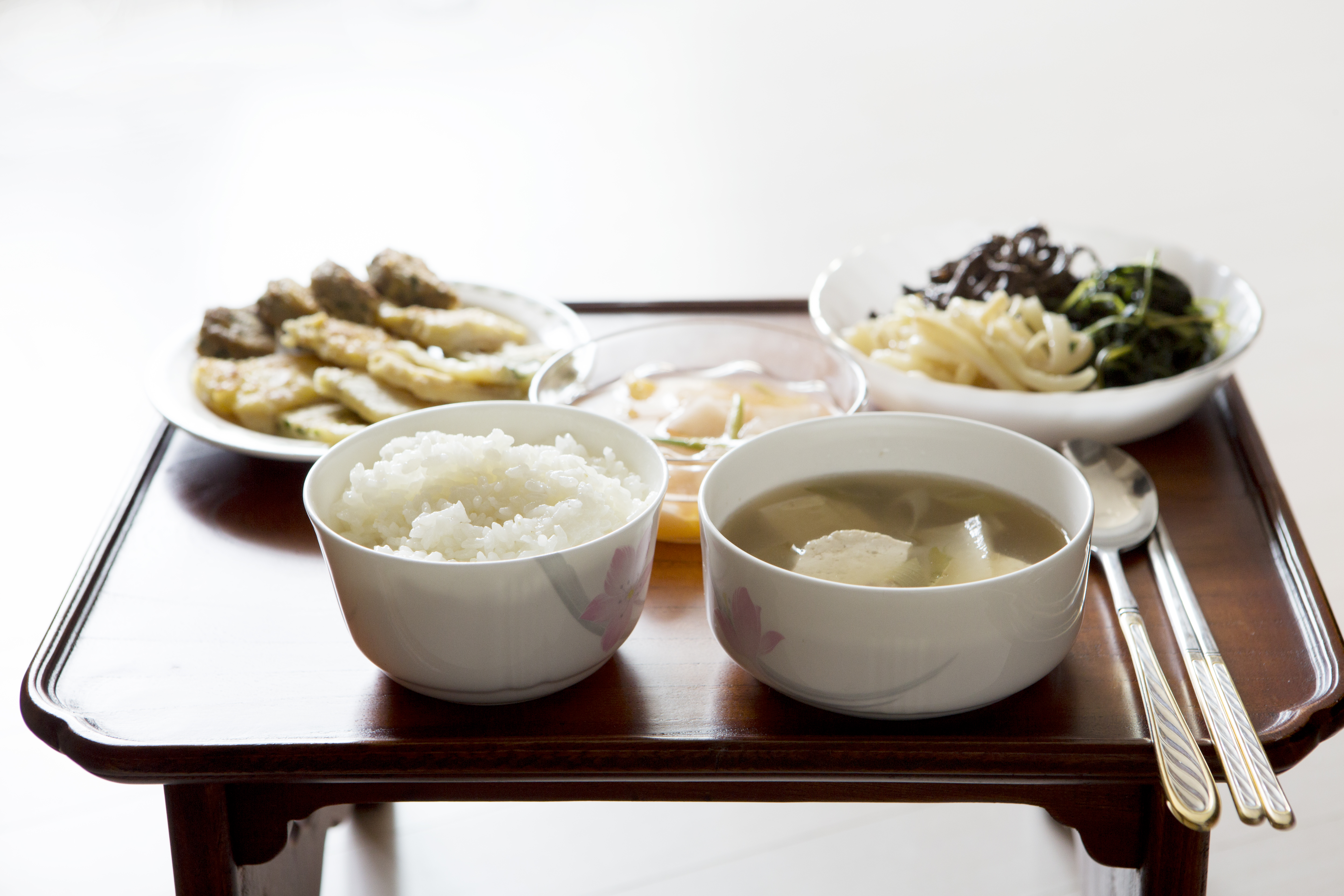
한국의 가정식 밥상

가정식(家庭食) 또는 집밥은 집에서 해먹는 음식 또는 식사이다.

## 같이 보기
- 급식
- 도시락
- 외식

## 대표적인 가정식

### 한국
비빔밥, 제육볶음, 불고기, 떡갈비, 쇠고기뭇국, 소갈비찜, 닭볶음탕
1. ↑  HANSIK), 한식포털 (The Taste of Korea. “한식포털 (The Taste of Korea HANSIK)”. 2025년 5월 26일에 확인함.
2. ↑  박, 영선 (2021년 6월 20일). “26년 내공의 가정식 맛보여 드릴게요”. 고양신문. 2025년 5월 26일에 확인함.
3. ↑  이, 승환 (2021년 6월 17일). “음식집의 '가정식백반', 정말 가정식인가?”. 2025년 5월 26일에 확인함.